# Clarence Clayton Hoff
Pour les articles homonymes, voir Hoff.
Clarence Clayton Hoff est un arachnologiste américain né en 1908.

## Biographie
Il a travaillé à l'université Quincy de Quincy (Illinois) puis à l'université du Nouveau-Mexique.
C'est un spécialiste des pseudoscorpions néarctiques.

## Taxons nommés en son honneur
- Xenyllodes hoffi Scott, 1960
- Hoffia Scott, 1961
- Folsomia hoffi Scott, 1961
- Gigantochernes hoffi Vitali-di Castri 1972
- Lechytia hoffi Muchmore 1975
- Hygrochelifer hoffi Murthy & Ananthakrishnan, 1977
- Oncopodura hoffi Christiansen & Bellinger 1980
- Tyrannochthonius hoffi Muchmore 1991

## Quelques taxons décrits
- Acuminochernes Hoff, 1949
- Chrysochernes Hoff, 1956
- Chrysochernes elatus Hoff, 1956
- Chthonius paganus (Hoff, 1961)
- Cubachelifer Hoff, 1946
- Cubachelifer strator Hoff, 1946
- Dinocheirus astutus Hoff, 1956
- Dinocheirus imperiosus Hoff, 1956
- Dinocheirus solus Hoff, 1949
- Dinocheirus texanus Hoff & Clawson, 1952
- Dinocheirus venustus Hoff & Clawson, 1952
- Florichelifer Hoff, 1964
- Florichelifer aureus Hoff, 1964
- Hysterochelifer urbanus Hoff, 1956
- Illinichernes Hoff, 1949
- Kleptochthonius multispinosus (Hoff, 1945)
- Levichelifer Hoff, 1946
- Lustrochernes dominicus Hoff, 1944
- Macrochernes Hoff, 1946
- Mexachernes Hoff, 1947
- Mundochthonius sandersoni Hoff, 1949
- Neoallochernes Hoff, 1947
- Neoamblyolpium Hoff, 1956
- Paisochelifer utahensis Hoff, 1950
- Paisochelifer Hoff, 1946
- Parachelifer archboldi Hoff, 1964
- Phorochelifer Hoff, 1956
- Phorochelifer mundus Hoff, 1956
- Pselaphochernes becki Hoff & Clawson, 1952
- Pseudogarypinus giganteus Hoff, 1961
- Pugnochelifer Hoff, 1964
- Pugnochelifer amoenus Hoff, 1964
- Tychochernes Hoff, 1956
- Tychochernes inflatus Hoff, 1956
- Wyochernes Hoff, 1949
- Wyochernes hutsoni Hoff, 1949